# William Henry Pferinger Elkins
William Henry Pferinger Elkins CB, C.B.E., DSO , kanadski general, * 13. junij 1883, † 1964.
Med letoma 1930 in 1935 je bil poveljnik Kraljevega vojaškega koledža Kanade.